# Cattle Decapitation
Cattle Decapitation es una banda estadounidense, fundada en San Diego, California en 1995. Sus canciones hablan en protesta al maltrato y consumo de animales, el daño al medio ambiente así como crítica sociopolítica a favor del anticapitalismo y el ecologismo radical, todo con un contenido macabro en sus letras para expresar su visión sobre los derechos de los animales y demás injusticias, haciendo de Travis Ryan y Josh Elmore sus únicos miembros vegetarianos y veganos.

## Miembros
| Miembros actuales - Travis Ryan – voz (1997–present) - Josh Elmore – guitarra (2001–present) - Dave McGraw – batería (2007–present) - Olivier Pinard – bajo (2018–present) - Belisario Dimuzio - guitarra (2018-presente) | Antiguos miembros - Scott Miller – guitarra, voz (1996) - Gabe Serbian – batería (1996), guitarra (1997–2001) - Dave Astor – bajo (1996), batería (1997–2003) - Michael Laughlin – batería (2003–2006, 2007) - Troy Oftedal – bajo (1998–2009) - Derek Engemann – bajo (2010-2018) | Miembros de tour - Kevin Talley – batería (2006) - Rahsaan Davis – bajo (2009) |

## Discografía
| Fecha De Lanzamiento | Título                               | Compañía            |
| 1996                 | Ten Torments of the Damned demo      | Self-released       |
| 1999                 | Human Jerky                          | Three One G         |
| 2000                 | Homovore                             | Three One G         |
| 2000                 | ¡Decapitación! sencillo              | Accident Prone      |
| 2002                 | To Serve Man                         | Metal Blade Records |
| 2004                 | Humanure                             | Metal Blade Records |
| 2005                 | Cattle Decapitation/Caninus split 7" | War Torn Records    |
| 2006                 | Karma.Bloody.Karma                   | Metal Blade Records |
| 2009                 | The Harvest Floor                    | Metal Blade Records |
| 2012                 | Monolith of Inhumanity               | Metal Blade Records |
| 2015                 | The Anthropocene Extinction          | Metal Blade Records |
| 2019                 | Death Atlas                          | Metal Blade Records |
| 2023                 | Terrasite                            | Metal Blade Records |